# فرانك دوجت
فرانك دوجت (بالإنجليزية: Frank Doggett)‏ هو صحفي أمريكي، ولد في 4 مايو 1906، وتوفي في 9 سبتمبر 2002.